# Frank Iero
Frank Anthony Iero (ur. 31 października 1981 w Belleville, New Jersey) – gitarzysta i wokalista towarzyszący rockowego zespołu My Chemical Romance, właściciel firmy odzieżowej/wytwórni płytowej Skeleton Crew. Oprócz My Chemical Romance grał również w zespole Leathermouth, gdzie był także wokalistą. W 2016 roku Frank promował drugą płytę Parachutes swojego zespołu Frank Iero And The Patience (znanego wcześniej jako frnkiero andthe cellabration, a także współtworzy projekt muzyczny Death Spells, w którym również bierze udział znany z występów MCR James Dewees. Aktualnie (2019 rok) Frank promuje płytę Barriers swojego zespołu o zmienionej nazwie na Frank Iero And The Future Violents.
Dorastał z matką, Lindą, a jego ojciec pomimo rozwodu pozostał głównym natchnieniem artysty. Porzucił studia na Rutgers Universtity, ponieważ sądził, że ze swoim ówczesnym zespołem zyskuje coraz większą sławę i rozgłos. W dokumencie “Life On The Murder Scene” żałuje tej decyzji i dodaje, że człowiek w życiu powinien zawsze mieć jakiś plan zapasowy – oprócz zespołu także wykształcenie. Frank od 11 roku życia gra w różnych zespołach. Dzięki zgodzie swej matki, próby przeprowadzał w swojej piwnicy. Zespoły w których się udzielał to m.in. Hybrid, Sector 12, I Am a Graveyard oraz króciutki epizod w Give Up the Ghost. Frank jako ostatni został przyjęty do My Chemical Romance po tym, jak rozpadł się jego wcześniejszy zespół Pencey Prep, w którym był wokalistą i gitarzystą jednocześnie. Frank miał wzbogacić brzmienie MCR. Na debiutanckim albumie zagrał jedynie w dwóch piosenkach: “Honey, This Mirror Isn’t Big Enough for the Two of Us” i “Early Sunsets Over Monroeville”.
Duży wpływ na Franka miała twórczość m.in. Richie Havensa, Black Flag, The Misfits i Hambone King of Rock 'n' Roll.
Od 5 lutego 2007 roku jego żoną jest Jamia Nestor. 7 września 2010 na oficjalnej stronie zespołu My Chemical Romance pojawiła się informacja, że wraz z Jamią zostali rodzicami bliźniaczek, nazwanych Cherry i Lily. 7 kwietnia 2012 Frank opublikował na portalu Twitter informację o narodzinach jego syna, Milesa Iero.